# Pressagny-l’Orgueilleux
Pressagny-l’Orgueilleux – miejscowość i gmina we Francji, w regionie Normandia, w departamencie Eure. Przez miejscowość przepływa Sekwana.
Według danych na rok 1990 gminę zamieszkiwało 617 osób, a gęstość zaludnienia wynosiła 60 osób/km² (wśród 1421 gmin Górnej Normandii Pressagny-l’Orgueilleux plasuje się na 383 miejscu pod względem liczby ludności, natomiast pod względem powierzchni na miejscu 332).